# Ruder-Europameisterschaften 2013

Offizielles Logo

Die Ruder-Europameisterschaften 2013 wurden vom 31. Mai bis 2. Juni 2013 in Sevilla, Spanien auf einem noch nicht schiffbaren Teil des Guadalquivir ausgetragen. 2002 fanden dort bereits die Ruder-Weltmeisterschaften statt. Bei den europäischen Titelkämpfen waren 549 Ruderer in über 200 Mannschaften aus 35 europäischen Nationen am Start. Die Finals aller 17 Bootsklassen wurden am 2. Juni ausgetragen.

## Ergebnisse
Hier sind die Medaillengewinner aus den A-Finals aufgelistet. Diese waren mit sechs Booten besetzt, die sich über Vor- und Hoffnungsläufe sowie Halbfinals für das Finale qualifizieren mussten. Die Streckenlänge betrug in allen Läufen 2000 Meter.

### Männer
| Bootsklasse                                  | Gold | Gold    | Silber | Silber  | Bronze | Bronze  |
| -------------------------------------------- | --- | ------- | --- | ------- | --- | ------- |
| Einer (M1x)                                  | Tschechien Ondřej Synek | 7:36,35 | Deutschland Marcel Hacker | 7:40,75 | Niederlande Roel Braas | 7:45,95 |
| Leichtgewichts-Einer (LM1x)                  | Dänemark Henrik Stephansen | 7:37,93 | Portugal Pedro Fraga | 7:38,84 | Deutschland Jonathan Koch | 7:48,42 |
| Doppelzweier (M2x)                           | Italien Francesco Fossi Romano Battisti | 6:37,05 | Litauen Rolandas Maščinskas Saulius Ritter | 6:37,67 | Norwegen Nils Jakob Hoff Kjetil Borch | 6:38,97 |
| Leichtgewichts-Doppelzweier (LM2x)           | Frankreich Stany Delayre Jérémie Azou | 6:56,61 | Norwegen Kristoffer Brun Are Strandli | 6:58,96 | Schweiz Simon Schürch Mario Gyr | 6:59,40 |
| Doppelvierer (M4x)                           | Deutschland Karl Schulze Paul Heinrich Lauritz Schoof Tim Grohmann                                                                                        | 6:07,41 | Polen Dawid Grabowski Konrad Wasielewski Piotr Licznerski Adam Wicenciak                                                                                         | 6:09,51 | Italien Matteo Stefanini Simone Venier Luca Rambaldi Simone Raineri                                                                                              | 6:09,59 |
| Zweier ohne Steuermann (M2-)                 | Serbien Nenad Beđik Nikola Stojić | 7:02,59 | Polen Wojciech Gutorski Jarosław Godek | 7:04,98 | Niederlande Rogier Blink Mitchel Steenman | 7:08,27 |
| Leichtgewichts-Zweier ohne Steuermann (LM2-) | Schweiz Simon Niepmann Lucas Tramèr | 7:23,21 | Italien Guido Gravina Giorgio Tuccinardi | 7:24,52 | Spanien Xavier Vela Maggi Daniel Sigurbjörnsson Benet | 7:25,79 |
| Vierer ohne Steuermann (M4-)                 | Niederlande Boaz Meylink Kaj Hendriks Mechiel Versluis Robert Lücken                                                                                      | 6:21,79 | Rumänien Marius-Vasile Cozmiuc George Palamariu Cristi Ilie Pîrghie Florin Curuea                                                                                | 6:23,83 | Deutschland Toni Seifert Felix Wimberger Malte Jakschik Max Planer                                                                                               | 6:24,94 |
| Leichtgewichts-Vierer ohne Steuermann (LM4-) | Dänemark Kasper Winther Jacob Larsen Jacob Barsøe Morten Jørgensen                                                                                        | 6:27,28 | Tschechien Jan Vetešník Ondřej Vetešník Jiří Kopáč Miroslav Vraštil                                                                                              | 6:29,68 | Frankreich Franck Solforosi Guillaume Raineau Augustin Mouterde Thomas Baroukh                                                                                   | 6:30,38 |
| Achter (M8+)                                 | Deutschland Maximilian Munski Hannes Ocik Maximilian Reinelt Felix Drahotta Anton Braun Richard Schmidt Kristof Wilke Eric Johannesen Martin Sauer (Stm.) | 5:59,00 | Polen Zbigniew Schodowski Michał Szpakowski Marcin Brzeziński Piotr Hojka Mikołaj Burda Piotr Juszczak Krystian Aranowski Rafał Hejmej Daniel Trojanowski (Stm.) | 6:00,31 | Niederlande Sjoerd de Groot Ruben Knab Gerbren Spoelstra Thomas Doornbos Vincent van der Want Boudewijn Röell David Kuiper Govert Viergever Peter Wiersum (Stm.) | 6:00,93 |

### Frauen
| Bootsklasse                        | Gold | Gold    | Silber | Silber  | Bronze | Bronze  |
| ---------------------------------- | --- | ------- | --- | ------- | --- | ------- |
| Einer (W1x)                        | Tschechien Miroslava Knapková | 8:15,48 | Österreich Magdalena Lobnig | 8:18,24 | Niederlande Inge Janssen | 8:21,30 |
| Leichtgewichts-Einer (LW1x)        | Griechenland Aikaterini Nikolaidou | 8:32,92 | Österreich Michaela Taupe-Traer | 8:36,59 | Niederlande Marie-Anne Frenken | 8:39,14 |
| Doppelzweier (W2x)                 | Litauen Donata Vištartaitė Milda Valčiukaitė | 7:21,87 | Polen Magdalena Fularczyk-Kozłowska Natalia Madaj | 7:28,34 | Belarus Kazjaryna Karsten Julija Bitschyk | 7:31,94 |
| Leichtgewichts-Doppelzweier (LW2x) | Italien Laura Milani Elisabetta Sancassani | 7:37,92 | Deutschland Lena Müller Anja Noske | 7:42,64 | Polen Katarzyna Welna Weronika Deresz | 7:47,10 |
| Doppelvierer (W4x)                 | Deutschland Annekatrin Thiele Carina Bär Julia Richter Britta Oppelt                                                                                            | 6:45,01 | Niederlande Wianka van Dorp Sophie Souwer Lisa Scheenaard Nicole Beukers                                                                              | 6:48,67 | Italien Laura Schiavone Giada Colombo Sara Magnaghi Gaia Palma | 6:49,57 |
| Zweier ohne Steuerfrau (W2-)       | Rumänien Cristina Grigoraș Andreea Boghian | 7:49,09 | Deutschland Kerstin Hartmann Marlene Sinnig | 7:51,56 | Ukraine Switlana Nowytschenko Anna Konzewa | 7:57,26 |
| Achter (W8+)                       | Rumänien Roxana Cogianu Ionelia Zaharia Cristina Grigoraș Irina Dorneanu Adelina Cojocariu Andreea Boghian Camelia Lupașcu Nicoleta Albu Daniela Druncea (Stf.) | 6:41,83 | Deutschland Lisa Kemmerer Anne Becker Sophie Paul Ulrike Sennewald Michaela Schmidt Ronja Schütte Julia Lepke Kathrin Marchand Laura Schwensen (Stf.) | 6:50,20 | Russland Julija Inosemzewa Oksana Strelkowa Anastassija Karabelschtschikowa Alexandra Fjodorowa Tatjana Afinogenowa Anastassija Tichanowa Jelisaweta Tichanowa Anastassija Schukowa Ksenija Wolkowa (Stf.) | 6:53,32 |

## Medaillenspiegel
| Platz | Land         | Gold | Silber | Bronze | Gesamt |
| ----- | ------------ | ---- | ------ | ------ | ------ |
| 1     | Deutschland  | 3    | 4      | 2      | 9      |
| 2     | Italien      | 2    | 1      | 2      | 5      |
| 3     | Tschechien   | 2    | 1      |        | 3      |
| 3     | Rumänien     | 2    | 1      |        | 3      |
| 5     | Dänemark     | 2    |        |        | 2      |
| 6     | Niederlande  | 1    | 1      | 5      | 7      |
| 7     | Litauen      | 1    | 1      |        | 2      |
| 8     | Frankreich   | 1    |        | 1      | 2      |
| 8     | Schweiz      | 1    |        | 1      | 2      |
| 10    | Griechenland | 1    |        |        | 1      |
| 10    | Serbien      | 1    |        |        | 1      |
| 12    | Polen        |      | 4      | 1      | 5      |
| 13    | Österreich   |      | 2      |        | 2      |
| 14    | Norwegen     |      | 1      | 1      | 2      |
| 15    | Portugal     |      | 1      |        | 1      |
| 16    | Belarus      |      |        | 1      | 1      |
| 16    | Spanien      |      |        | 1      | 1      |
| 16    | Russland     |      |        | 1      | 1      |
| 16    | Ukraine      |      |        | 1      | 1      |
| Summe | Summe        | 17   | 17     | 17     | 51     |